# 薛繼茂
薛繼茂（？—？），字德茂，號隆華，雲南永昌衛軍籍，山西平陽府解州芮城縣人，明朝政治人物。

## 生平
萬曆七年（1579年）己卯科雲南鄉試第四十一名舉人，萬曆十一年（1583年）癸未科三甲一百四十五名進士。户部觀政，本年授湖廣孝感縣知縣，十三年調繁福建長樂縣，丁憂歸。十七年（1589年）起補直隸文安縣知縣。二十年行取湖廣道御史，二十一年巡按貴州，二十四年革职为民。

## 家族
曾祖薛誠；祖父薛𤨠（王堂），壽官；父薛岑，恩貢生。母吳氏。具慶下。兄繼芳。弟繼盛、繼新。